# Karbunkel
 Der er for få eller ingen kildehenvisninger i denne artikel, hvilket er et problem. Du kan hjælpe ved at angive troværdige kilder til de påstande, som fremføres i artiklen.

Karbunklen eller karbunculus, er en ansamling af furunkler. Det er infektioner i huden, der udgår fra hårfolliklerne i området. Det er nekrose i både hårfolikklen og huden.
Infektionen er hyppigst fremkaldt af staphylococcus aureus, men også andre bakterier kan være ansvarlig.
Behandlingen er normalt kirurgisk og efterfølgende behandling med lokalt virkende antibiotika.
| Lægevidenskab | Spire Denne artikel om lægevidenskab er en spire som bør udbygges. Du er velkommen til at hjælpe Wikipedia ved at udvide den. |